# Дивак (фільм)
«Дивак» (англ. The Nut) — американська комедійна мелодрама режисера Теодора Ріда 1921 року.

## Сюжет
Ексцентричний винахідник Чарлі Джексон намагається зацікавити міських багатіїв здійснити план своєї дівчини — допомогти дітям бідняків.

## У ролях
- Дуглас Фербенкс — Чарлі Джексон
- Маргаріт Де Ла Мотт — Естрель Вінн
- Вільям Лоурі — Філіп Фіні
- Джеральд Прінг — джентльмен Джордж
- Морріс Г'юз — Пернеліус Вандербрук-молодший
- Барбара Ла Марр — Клодін Дюпрі
- Сідні Де Грей
- Френк Кампе — Улісс Грант
- Джинн Карпентер — телефонний оператор
- Чарльз Стівенс — бандит